# Dirka po Španiji 1958
Dirka po Španiji 1958 (špansko Vuelta a España 1958) je 13. izvedba dirke po Španiji, tritedenske moške cestne kolesarske etapne dirke. Začela se je 30. aprila v Bilbau in končala 15. maja v Madridu. Sodelovalo je 100 kolesarjev iz 10-ih ekip. Rumeno majico je prvič osvojil Jean Stablinski, drugo mesto Pasquale Fornara, tretje pa Fernando Manzaneque. Modro majico je osvojil Salvador Botella, zeleno majico Federico Bahamontes, rdečo majico pa Vicente Iturat.

## Ekipe
- Belgija
- Francija
- Italija
- Kas–Boxing
- Lube
- Mobilete-Caobania
- Nizozemska
- Peña Solera-Ignis
- Portugalska
- Španija

## Etape
| Etapa | Datum     | Štart/Cilj                  | Razdalja  | Tip       | Tip                  | Zmagovalec                               |
| ----- | --------- | --------------------------- | --------- | --------- | -------------------- | ---------------------------------------- |
| 1     | 30. april | Bilbao – San Sebastián      | 164 km    |           |                      | Miguel Pacheco (ESP)                     |
| 2     | 1. maj    | San Sebastián – Pamplona    | 150 km    |           |                      | Antonio Jiménez Quiles (ESP)             |
| 3     | 2. maj    | Pamplona – Zaragoza         | 245 km    |           |                      | Pierino Baffi (ITA)                      |
| 4     | 3. maj    | Zaragoza – Barcelona        | 229 km    |           |                      | Rik Van Looy (BEL)                       |
| 5a    | 4. maj    | Barcelona – Barcelona       | 4 km      |           | ekipni kronometer    | Francija                                 |
| 5b    | 4. maj    | Barcelona – Tarragona       | 119 km    |           |                      | Rik Van Looy (BEL)                       |
| 6     | 5. maj    | Tarragona – Valencia        | 263 km    |           |                      | Rik Van Looy (BEL)                       |
| 7     | 6. maj    | Valencia – Cuenca           | 216 km    |           |                      | Gilbert Desmet (BEL)                     |
| 8     | 7. maj    | Cuenca – Toledo             | 206 km    |           |                      | Jean Stablinski (FRA)                    |
| 9     | 8. maj    | Toledo – Madrid             | 241 km    |           |                      | Rik Van Looy (BEL)                       |
| 10    | 9. maj    | Madrid – Soria              | 225 km    |           |                      | Rik Van Looy (BEL)                       |
| 11    | 10. maj   | Soria – Vitoria             | 167 km    |           |                      | René Marigil (ESP)                       |
| 12    | 11. maj   | Vitoria – Bilbao            | 169 km    |           |                      | Fausto Iza (ESP)                         |
| 13a   | 12. maj   | Bilbao – Castro Urdiales    | 35 km     |           | posamični kronometer | Guido Carlesi (ITA) · Jesús Loroño (ESP) |
| 13b   | 12. maj   | Castro Urdiales – Santander | 105 km    |           |                      | Jean Graczyk (FRA)                       |
| 14    | 13. maj   | Santander – Gijón           | 221 km    |           |                      | Pierino Baffi (ITA)                      |
| 15    | 14. maj   | Oviedo – Palencia           | 246 km    |           |                      | Rik Luyten (BEL)                         |
| 16    | 15. maj   | Palencia – Madrid           | 241 km    |           |                      | Rik Luyten (BEL)                         |
|       | Skupaj    | Skupaj                      | 3241,8 km | 3241,8 km | 3241,8 km            | 3241,8 km                                |

## Končna razvrstitev
| Legenda | Legenda                                    | Legenda | Legenda                          |
| ------- | ------------------------------------------ | ------- | -------------------------------- |
|         | Predstavlja vodilnega v skupnem seštevku   |         | Predstavlja vodilnega po točkah  |
|         | Predstavlja vodilnega v gorski razvrstitvi |         | Predstavlja vodilnega v šprintih |

### Rumena majica
| Poz. | Kolesar               | Ekipa             | Čas         |
| ---- | --------------------- | ----------------- | ----------- |
| 1    | Jean Stablinski       |                   | 94h 54' 21" |
| 2    | Pasquale Fornara      | Pena Solera-Ignis | + 2' 51"    |
| 3    | Fernando Manzaneque   |                   | + 3' 01"    |
| 4    | Hilaire Couvreur      |                   | + 5' 04"    |
| 5    | Luis Otaño            | Mobilete-Caobania | + 10' 36"   |
| 6    | Federico Bahamontes   |                   | + 11' 39"   |
| 7    | Julio San Emeterio    | Kas-Boxing        | + 13' 16"   |
| 8    | Jesús Loroño          |                   | + 16' 09"   |
| 9    | Rik Luyten            |                   | + 28' 13"   |
| 10   | Benigno Aspuru        | Kas-Boxing        | + 33' 37"   |
| 11   | François Mahé         |                   |             |
| 12   | Gilbert Desmet        |                   |             |
| 13   | Juan Campillo         | Pena Solera-Ignis |             |
| 14   | Salvador Botella      |                   |             |
| 15   | Antonio Ferraz        | Kas-Boxing        |             |
| 16   | Antonio Barbosa       |                   |             |
| 17   | Vicente Iturat        | Pena Solera-Ignis |             |
| 18   | Gabriel Mas Arbona    | Mobilete-Caobania |             |
| 19   | René Marigil          |                   |             |
| 20   | Miguel Pacheco Font   |                   |             |
| 21   | Raymond Hoorelbeke    |                   |             |
| 22   | Jan Van Gompel        |                   |             |
| 23   | Wim Van Est           |                   |             |
| 24   | Gabriel Company Bauza |                   |             |
| 25   | Antonio Jimenez       |                   |             |